# José Fernández Díaz
José "Joseíto" Fernández Díaz (Barrio de Los Sitios, La Habana, Cuba, 5 de septiembre de 1908 - La Habana, Cuba, 11 de octubre de 1979) fue un músico y compositor cubano, autor de la conocida música de Guajira Guantanamera, sobre versos originales de José Martí (Versos sencillos), con agregados suyos.

## Trayectoria
A los doce años cantaba serenatas con sus amigos del barrio. Años después, y sin poseer estudios musicales académicos, formó tríos y sextetos de aficionados, hasta que comenzó a cantar en varias orquestas típicas.
Durante su juventud trabajó como zapatero, vendedor de periódicos y otros múltiples oficios con los que debió sustentar a su familia.
Comenzó a trabajar en una estación de radio de Guantánamo hacia finales de la década de 1920, pero no fue hasta 1928 que logró reconocimiento al componer Guajira Guantanamera.
A partir de 1943 participó de un programa radial llamado “El suceso del día” narrando los sucesos sociales de la época, el cual se mantuvo en el aire durante catorce años.
En 1963 adquirió reconocimiento internacional a partir de la interpretación de su obra por el cantante estadounidense Pete Seeger, durante un concierto Carnegie Hall de Nueva York.
En 1971, Pete Seeger lo conoció personalmente durante su visita a Cuba y desde entonces sellaron una profunda amistad, hasta su muerte, ocurrida el 11 de octubre de 1979.